# Gare de Kawagoeshi
La gare de Kawagoeshi (川越市駅, Kawagoeshi-eki) est une gare ferroviaire de la ville de Kawagoe, dans la préfecture de Saitama au Japon. Elle est exploitée par la compagnie privée Tōbu.

## Situation ferroviaire
La gare de Kawagoeshi est située au point kilométrique (PK) 31,4 de la ligne Tōbu Tōjō.

## Histoire
La gare a été inaugurée le 1er mai 1914 sous le nom de gare de Kawagoe-machi. Elle prend son nom actuel en 1922.

## Services aux voyageurs

### Accès et accueil
La gare dispose d'un bâtiment voyageurs, avec guichet, ouvert tous les jours.

### Desserte
- Ligne Tōbu Tōjō :
  - voies 1 et 2 : direction Sakado et Ogawamachi
  - voies 3 et 4 : direction Kawagoe, Wakōshi (interconnexion avec la ligne Fukutoshin pour Shibuya ou avec la ligne Yūrakuchō pour Shin-Kiba) et Ikebukuro

### Intermodalité
La gare de Hon-Kawagoe de la Seibu est située à 250 m à l'est de la gare.